# Alcudia de Monteagud
Alcudia de Monteagud è un comune spagnolo  situato nella comunità autonoma dell'Andalusia.